# ВЛ60
ВЛ60 (Владимир Ленин, тип 60); до января 1963 — Н6О (Новочеркасский, шестиосный, однофазный); прозвища — Шестидесятка, Малыш, Утюг, Лохмашка) — первый советский магистральный грузо-пассажирский электровоз переменного тока, запущенный в крупносерийное производство. В 1960-х наравне с ВЛ8 и ТЭ3 являлся одним из основных локомотивов на советских железных дорогах.

## Зарождение в Советском Союзе электровозной тяги на переменном токе
Впервые в Советском Союзе вопрос об электрификации железных дорог на переменном токе был поставлен ещё в 1920-х, когда только начинали электрифицировать направление через Сурамский перевал. Простейшие расчёты показывали, что в будущем электрическая тяга на постоянном токе с номинальным напряжением 3000 В не позволит рационально решить вопрос увеличения провозной способности линий путём повышения веса поездов и скорости их движения. Так эти расчёты показывали, что при ведении поезда массой 10 000 т на подъёме 10 ‰ при скорости 50 км/ч тяговый ток электровозов будет составлять более 6000 А. Это требовало бы увеличения сечения контактного провода, а также очень частого расположения тяговых подстанций. В общей сложности учёные сравнили около двухсот вариантов сочетаний рода тока и величин напряжений, после чего было принято решение, что оптимальным вариантом является электрификация на постоянном или переменном (50 Гц) токе напряжением 20 000 В. Первая система на тот момент в мире вообще нигде не была испытана (подробнее см. Электроподвижной состав на напряжение 6000 В), а вторая была изучена очень мало, поэтому на первой Всесоюзной конференции по электрификации железных дорог было принято решение о сооружении опытного участка, электрифицированного на переменном токе (50 Гц) напряжением 20 кВ, а также построить электровоз для испытаний, которые бы позволили выявить преимущества и недостатки электровозов переменного тока в условиях нормальной эксплуатации.
В октябре 1938 года на заводе «Динамо» при поддержке Коломенского завода была закончена постройка первого в Советском Союзе электровоза переменного тока, которому присвоили обозначение ОР22 (однофазный, с ртутным выпрямителем, нагрузка на ось — 22 тс). Для упрощения производства, механическая часть и тяговые двигатели этого электровоза были заимствованы от электровозов «Владимир Ленин» и «Сергей Киров». После проведения заводских испытаний, электровоз ОР22 был отправлен на экспериментальное кольцо ВНИИЖТа, где 19 декабря 1939 года совершил свою первую самостоятельную поездку под напряжением. Дальнейшие испытания данного электровоза показали, что схема электрификации на переменном токе высокого напряжения (20 кВ) и промышленной частоты (50 Гц) является оптимальным вариантом. Благодаря этому отпадает необходимость в применении неэкономичного реостатного пуска, возрастает число экономических скоростей, а устранение гальванической связи между контактной сетью и тяговыми электродвигателями позволяет лучше защитить последние от различных перенапряжений, а также снизить толщину изоляции, что в свою очередь ведёт к увеличению их удельной мощности. Помимо этого, принципиальная схема электровоза (трансформатор — выпрямитель — ТЭД) оказалась настолько удачной, что впоследствии по ней стало выпускаться подавляющее большинство советских электровозов переменного тока. Сам ОР22 в начале Великой Отечественной войны был разоборудован.

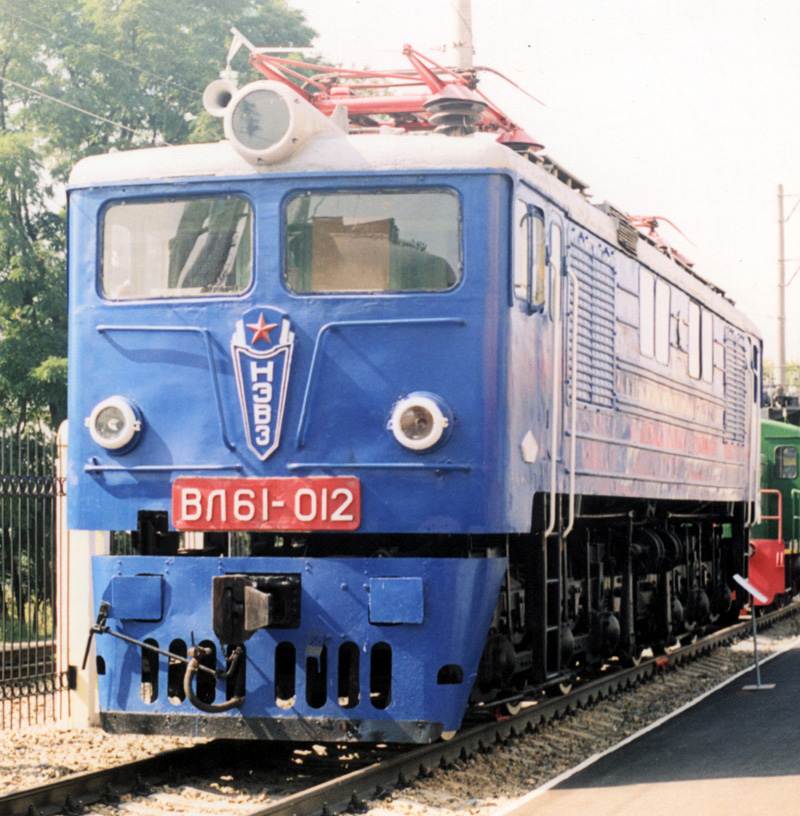
Электровоз НО (ВЛ61)

Вновь к электровозам переменного тока в СССР вернулись в начале 1950-х в связи с началом пятой пятилетки, по планам которой предусматривалась массовая электрификация железных дорог. В 1952 году на Новочеркасском электровозостроительном заводе было начато проектирование нового электровоза переменного тока с игнитронами. В 1954 году завод выпустил по проекту 2 первых электровоза, которым было присвоено обозначение НО (новочеркасский однофазный). В дальнейшем до 1957 года включительно завод выпустил ещё 10 электровозов данной серии. Как и в случае с ОР22, механическая часть и тяговые электродвигатели для данного электровоза были заимствованы от электровозов постоянного тока (на сей раз от ВЛ22М). Однако, в отличие от ОР22, на НО не было сеточного регулирования, а применено ступенчатое (33 позиции). Это в определённой степени упрощало устройство, но одновременно с этим снижало тяговые пусковые характеристики. Электровозы поступили для эксплуатации на линию Ожерелье — Павелец (Московская железная дорога), которая в 1955—1956 гг. была электрифицирована на переменном токе напряжением 20 кВ. Эксплуатация электровозов НО (в 1963 году их обозначение сменили на ВЛ61) была довольно успешной и ещё подтвердила полную работоспособность ламповых выпрямителей на электровозах. В результате было принято решение об электрификации на переменном токе сразу целого направления Транссиба, а именно: Мариинск — Зима, протяжённостью 1222 км. Однако уже к тому времени советские заводы начали выпуск более мощных локомотивов: электровозы ВЛ8 и тепловозы ТЭ3. Помимо этого, принятое в 1956 году на XX съезде КПСС решения о массовом переходе на электровозную и тепловозную виды тяги подразумевало и рост весов поездов. Таким образом, электровозы НО с их часовой мощностью 2400 кВт уже не могли обеспечить выполнение провозной способности железнодорожных участков, что привело к решению о начале проектирования нового более мощного электровоза переменного тока.

## Проектирование
В 1956 году на Новочеркасском электровозостроительном заводе была начата разработка эскизного проекта нового шестиосного электровоза переменного тока. Работы велись под руководством главного конструктора завода — Б. В. Суслова, который ранее уже руководил проектированием электровозов НО (см. выше). В результате были определены следующие параметры нового электровоза:
- род тока — однофазный 50 Гц, 20 кВ;
- мощность — 4000 кВт;
- сила тяги часового режима — 33 000 кгс при скорости 45 км/ч;
- конструкционная скорость — 110 км/ч;
- масса электровоза — 138 т;
- диаметр движущих колёс — 1250 мм.

От НО новый электровоз заимствовал схему пуска (встречно-согласное включение обмоток трансформатора, применение делительных реакторов, 33 пусковые позиции) и схему выпрямления (двухполупериодная с нулевым выводом), только вместо раздельных контакторов был установлен групповой переключатель ЭКГ-60/20 — это значительно упростило цепи управления. Помимо этого, на новом электровозе номинальное напряжение электродвигателей также было принято равным 1500 В, как у электровозов постоянного тока. И тут выбор конструкторов не совсем обоснован. Дело в том, что оптимальная величина напряжения для тяговых электродвигателей электровозов составляет 750—1000 В, то есть в 1,5—2 раза ниже выбранного. В книгах В. А. Ракова это объясняется тем, что при применении напряжения 750 В вес аппаратуры, а следовательно и электровоза в целом, будет значительно выше, нежели при более высоком напряжении. Однако этому противоречит тот факт, что всего через 2 года на том же заводе был создан новый, более мощный электродвигатель НБ-413 (применялся на электровозах Н8О) на напряжение 900 В. Вариант, что напряжение 1500 В было принято для устранения излишних перерасчётов силовых элементов, также неприемлем.
В январе 1957 года было начато рабочее проектирование. Так как к тому времени переход с винтовой стяжки на автосцепку был официально завершён, то новый электровоз сразу проектировался без буферов. Таким образом он стал первым в СССР локомотивом, на котором не предусматривалась установка буферов, при этом автосцепка крепилась на кузове, а не на тележках, что позволило снизить их массу, а также исключить межтележечное соединение, что в свою очередь позволило в освободившееся пространство опустить тяговый трансформатор. Также на проектируемом электровозе для соединения тележек с кузовом вместо шкворневых опор были использованы качающиеся (по принципу работы схожи с перевёрнутым маятником). В связи с этим, распространено заблуждение, что конструкторами были заимствованы отдельные узлы от электровозов Ф, приобретённых Советским Союзом у Франции. Однако данное заблуждение довольно легко опровергнуть, так как электровоз T-01 (прототип электровозов Ф) было выпущен лишь в 1959 году. К тому же, аналогичную конструкцию опор имели тепловозы ТЭП60 и первые ТЭП70. Качающиеся маятниковые опоры подобной конструкции были применены ещё на электровозе французских железных дорог серии BBB 6002 разработки 1948 года и описаны в советской технической литературе в период проектирования ВЛ60.

## Производство

### Опытные электровозы Н6О

Опытный Н6О-001

В декабре 1957 и феврале 1958 г. НЭВЗ построил два первых шестиосных электровоза переменного тока напряжением 20 кВ — Н6О-001 и Н6О-002.
Конструкция механической части электровозов Н6О значительно отличается от всех ранее построенных в Советском Союзе электровозов. Кузов электровоза Н6О служит не только для размещения оборудования и кабин машиниста, а также для передачи тягового усилия. Поэтому автосцепки установлены на раме кузова, а не на тележках, как это сделано на электровозах ВЛ8, ВЛ23, ВЛ61 и более старых. Электровоз ВЛ60 является первым магистральным локомотивом, спроектированным без буферов. На двух первых электровозах была установлена двусторонняя, жёсткая косозубая передача от тяговых электродвигателей к колёсным парам с разным передаточным отношением, что позволило выбрать оптимальное отношение для серийного производства.
На электровозах Н6О-001 и Н6О-002 были установлены тяговые электродвигатели НБ-410 мощностью 695 кВт и 610 кВт в часовом и длительном режимах соответственно. На электровозе размещены две выпрямительные установки, каждая из которых имеет четыре игнитронных запаянных вентиля с жидкостным охлаждением. Схема силовой цепи тяговых электродвигателей на электровозах Н6О-001 и Н6О-002 принципиально такая же, как и на электровозах серии ВЛ61.
По данным взвешивания электровоз Н6О-001 имел вес выше ранее запланированного — 141,3 т. После замены тележек с литыми боковинами на тележки с боковинами, сваренными из листовой стали, вес электровоза снизился до 139,6 т. При диаметре колес 1250 мм и передаточном числе 1:4,19 (Н6О-001) и 1:3,74 (Н6О-002) электровозы реализовали: при часовом режиме — силу тяги 33100 кг и 29600 кг, скорость 45,0 км/ч и 50,4 км/ч; при длительном режиме — силу тяги 27500 кг и 24600 кг и скорость 47,5 и 53,2 км/ч соответственно. Конструктивная скорость была снижена до 100 км/ч.
В связи с переводом участка Ожерелье — Павелец с напряжения 20 кВ на напряжение 25 кВ на электровозах Н6О-001 и Н6О-002 в 1959 году были заменены первичные обмотки трансформаторов. В дальнейшем электровозы были подвергнуты более серьёзным переделкам (новые тяговые электродвигатели НБ-412М, главные контроллеры и др.), что приблизило их конструкцию к серийным локомотивам.

### Серийный выпуск

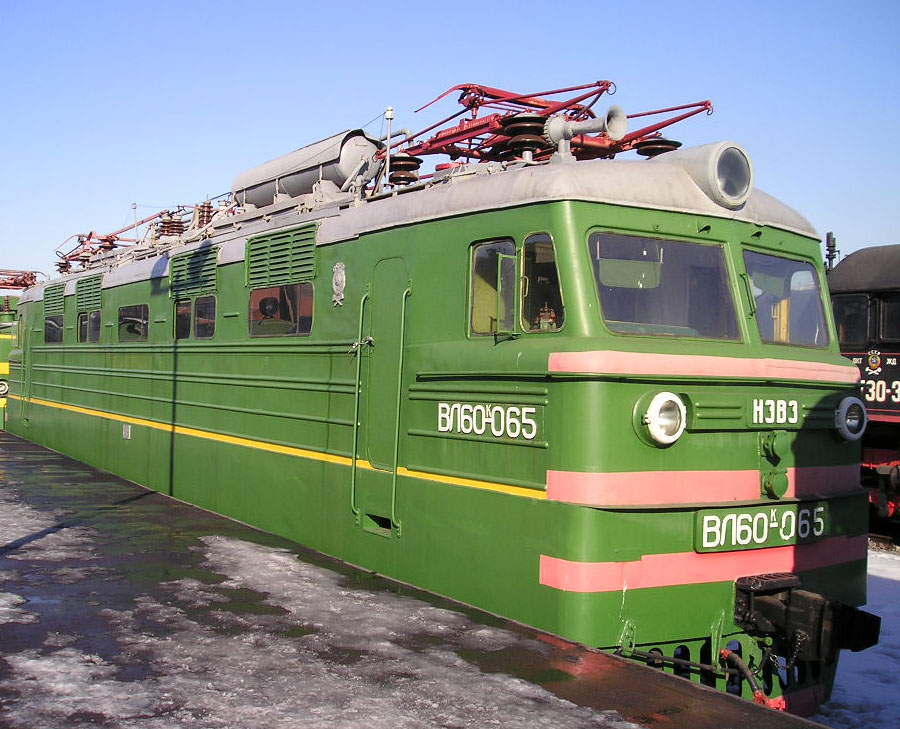
ВЛ60^{К}−065 в железнодорожном музее Варшавского вокзала в Санкт-Петербурге

Принятое в октябре 1958 года решение об электрификации участка Мариинск — Красноярск — Зима на переменном токе со сроком ввода его в эксплуатацию в течение 1959—1960 гг. значительно ускорило организацию выпуска электровозов ВЛ60 на Новочеркасском электровозостроительном заводе. Уже в 1959 году было выпущено несколько десятков электровозов. Эти электровозы строились заводом с 1959 г. по 1965 г. и стали основным типом грузового локомотива на линиях, электрифицированных на переменном токе. При этом завод непрерывно работал над улучшением конструкции локомотивов данной серии.
На основании результатов эксплуатации тяговые электродвигатели НБ-410 были переработаны и получили наименование НБ-412. Выполненные на несколько меньшее номинальное напряжение (1450 В против 1600 В у НБ-410) они имели следующие параметры: мощность часового режима — 647 кВт, продолжительного — 564 кВт (против 695 кВт и 610 кВт у НБ-410 соответственно). Электродвигатель стал тяжелее. ТЭД НБ-412 установлены на электровозах № 003—033.
Позднее с целью повышения мощности двигатель снова был модифицирован и получил обозначение НБ-412М. Новая модификация имела следующие параметры: мощность часового режима — 690 кВт, продолжительного — 550 кВт. Этими двигателями были оборудованы почти все электровозы выпуска 1959—1965 гг.
В дальнейшем попытки усовершенствовать тяговые электродвигатели (в первую очередь повысить напряжение на зажимах) не прекращались и привели к возникновению новой модификации — НБ-412К. При номинальном напряжении 1600 В данный двигатель имел следующие параметры: мощность часового режима — 800 кВт, продолжительного — 675 кВт. Также немного понизилась и масса двигателя. ТЭД НБ-412К стали устанавливаться на электровозы с № 1810 с 1965 года.
Также в процессе постройки было изменено количество игнитронов (с 8 на первых четырёх электровозах до 12 на последующих) и схема их соединения и монтажа. В конце 1963 года стала выпускаться усовершенствованная модель игнитронов, которая и устанавливалась на электровозы ВЛ60, начиная с № 1277.
В процессе серийного выпуска было сделано и множество других изменений в конструкции электровоза, одно из самых значимых — ВЛ60 был унифицирован по главному контроллеру с ВЛ80, вместо ЭКГ-60/20, у которого все элементы выполнены с дугогашением, был применён ЭКГ-8Ж, имеющий лишь 4 элемента с дугогашением, переключающих переходные (делительные) реакторы, а остальные 30 элементов дугогашения не имеют, что серьёзно упрощает контроллер. Несмотря на то, что на ВЛ60 в полтора раза больше тяговых двигателей, чем на ВЛ80 (6 против 4), у него в полтора раза выше их номинальное напряжение и, соответственно, в полтора раза меньше ток каждого двигателя — в итоге общий ток вторичной обмотки трансформатора у ВЛ60 и ВЛ80 почти одинаковый, что позволило применить одинаковые ЭКГ.
Локомотивы серии ВЛ60 первоначально поступили на Красноярскую, а затем на Северо-Кавказскую, Казахстанскую (депо Целиноград, Караганда), Северную (депо Буй, Вологда), Одесско-Кишинёвскую, Горьковскую, Дальневосточную, Юго-Восточную дороги и на участок Ожерелье — Павелец Московской дороги.
В 1970-е гг. все электровозы ВЛ60 переоборудованы в ВЛ60К с заменой ртутных выпрямительных установок на полупроводниковые.

### Китай
На основе электровоза Н60 с помощью СССР в КНР в 1958 году был спроектирован первый китайский магистральный электровоз, получивший наименование 6Y1. До 1968 года было построено семь таких электровозов.
Начиная с 1968 года вместо ртутных выпрямителей (игнитронов) стали использовать кремниевые диоды. С этого момента электровоз получил наименование SS1 (Shaoshan 1) и стал выпускаться серийно до 1988 года. Всего построено 819 электровозов серии SS1.

## Конструкция

### Механическая часть

#### Расположение оборудования в кабине машиниста
В планировке кузов электровоза ВЛ60 имеет машинное отделение в центре кузова и две кабины машиниста по концам кузова. Кабина имеет входную дверь в задней стенке, ведущую в машинное отделение, два лобовых и два боковых окна. В передней части кабины, под лобовыми окнами, расположен пульт управления, состоящий из пульта машиниста (справа) и пульта помощника машиниста (слева). Перед этими пультами находятся кресла машиниста и помощника машиниста соответственно.
На пульте машиниста находится наклонная панель с контрольно-измерительными приборами. В левой части панели находятся сигнальные лампы, справа от ламп — два ряда измерительных приборов. В верхнем ряду расположены: киловольтметр «Сеть», вольтметр и два амперметра тяговых двигателей, указатель позиций главного контроллера. В нижнем ряду расположены манометры пневматических систем: главных резервуаров, тормозной магистрали, тормозных цилиндров и уравнительного резервуара. В нижней части наклонной панели находится кнопочный выключатель машиниста. Перед наклонной панелью, слева от кнопочного выключателя, расположен контроллер машиниста. Справа от пульта машиниста расположены скоростемер, кран вспомогательного тормоза и кран машиниста, панель с кнопками для подачи звуковых сигналов и песка.
Пульт помощника машиниста представляет собой горизонтальную панель, на которой расположены вольтметр цепей 50 В и манометр пневматической системы электроаппаратов. В передней части этой панели расположен кнопочный выключатель помощника машиниста. Между пультами машиниста и помощника, под лобовыми окнами, расположены: со стороны помощника — штурвал ручного тормоза, а со стороны машиниста — регулятор давления мотор-компрессоров (в кабине № 1) либо ящик с аппаратурой локомотивной сигнализации (в кабине № 2). Между лобовыми окнами расположен локомотивный светофор, над лобовыми окнами — два вентилятора.
На задней стенке кабины расположены: электропневматический клапан автостопа (справа сзади за местом машиниста), пульт управления радиостанцией и громкоговоритель радиостанции.

### Электрооборудование

#### Тяговый трансформатор
На электровозах Н60 №001 и №002 был установлен стержневой тяговый трансформатор типа ОЦР-5600/20 с принудительным масляным охлаждением. Вес трансформатора — 12,346 т; из них 2,84 т — масло. Первичная обмотка трансформатора, получающая номинальное напряжение 20  кВ от контактной сети через токоприёмники, имела номинальную мощность 5244 кВА. Трансформатор имел две вторичные обмотки:
- вторичная тяговая для питания цепей тяговых электродвигателей. Номинальная мощность тяговой обмотки — 4942 кВА. Обмотка состояла из четырёх отдельных обмоток (как у электровозов ВЛ61). Из них две обмотки были регулируемые: каждая обмотка с номинальным напряжением 1008 В состояла из 4-х секций по 252 В. Две обмотки были нерегулируемые, напряжение каждой составляло 1052 В. Номинальное напряжение регулируемой и нерегулируемой обмоток при согласном включении на холостом ходу — 2060 В, номинальный ток — 2700 А[8];
- вторичная вспомогательная для питания вспомогательных цепей. Номинальное напряжение обмотки — 399 В, номинальная мощность — 300 кВА[7].

В связи с переводом первой отечественной линии переменного тока Ожерелье-Павелец на напряжение 25 кВ (вместо 20) в 1959 году на электровозах Н60 заменили первичные обмотки трансформаторов; изменённые трансформаторы получили обозначение ОЦР-5600/25. Первичная обмотка такого трансформатора была рассчитана на номинальное напряжение 25 кВ и номинальный ток 210 А; параметры тяговой вторичной обмотки не менялись. Вспомогательная вторичная обмотка имела выводы 210 В, 399 В и 630 В и была рассчитана на длительный ток 752 А. Вес трансформатора ОЦР-5600/25 уменьшился и составил 11,3 т; из них 2,6 т — масло.
С января 1960 года вместо Московского трансформаторного завода производство трансфоматоров ОЦР-5600/25 начал Таллинский завод ртутных выпрямителей. В ходе выпуска изменилась конструкция опор трансформатора, а с целью исключения пробоя нерегулируемой тяговой обмотки увеличили ширину масляного канала и сечение этой обмотки. Так как это не дало должного эффекта, на ВЛ60 с №837 были применены моноблочные масляные насосы типа ЭЦТ-63, которые исключили попадание воздуха в масло, после чего пробои прекратились.
На электровозах ВЛ60П выпуска 1964—1965 гг тяговые трансформаторы имели третью вторичную обмотку (номинальное напряжение 3000 В и номинальная мощность 800 кВА) для питания электропечей пассажирских вагонов. За счет наличия этой обмотки мощность электровоза в тяговом режиме в холодное время года несколько ограничивалась.

#### Изменение напряжения на тяговых двигателях. Главный контроллер
Изменение напряжения на тяговых двигателях выполнялось подключением двигателей к различному числу секций регулируемых тяговых обмоток трансформатора и встречным или согласованным включением регулируемых и нерегулируемых тяговых обмоток. Для выполнения этих переключений на электровозах Н60 впервые использовался переключатель с электромоторным приводом — главный контроллер (в отличие от электровозов ВЛ61, на которых для этой цели применялись индивидуальные контакторы). Главный контроллер типа ЭКГ-60 имел 20 кулачковых контакторов без дугогашения, переключавшихся без тока, и 8 контакторов с дугогашением, включенных в цепи переходных реакторов и переключавшихся под током. Контроллер имел 33 позиции, из них 9 ходовых — допускавших длительную езду (1, 5, 9, 13, 17, 21, 25, 29, 33). Испытания электровозов Н60 показали неудовлетворительную работу системы дугогашения главного контроллера, в то же время применение такого аппарата вместо индивидуальных контакторов упростило цепи управления и повысило их надежность. Впоследствии на электровозах Н60 были применены новые главные контроллеры.
На электровозах ВЛ60 №012...№100 применили главный контроллер типа ЭКГ-60В. В отличие от контроллера ЭКГ-60 он имел электродвигатель типа ПФ-21 (вместо ПНФ-5). Также была улучшена система дугогашения: удлинены перегородки между дугогасительными камерами и применена дополнительная система дугогашения сжатым воздухом. С электровоза ВЛ60 №101 (1960 г.) применили главные контроллеры типа ЭКГ-60/20, у которых все 20 контакторов имели дугогашение, были рассчитаны на часовой ток 1000 А и длительный ток 900 А. Число фиксированных позиций контроллера ЭКГ-60/20 не изменилось (18). Контроллеры ЭКГ-60/20 работали надёжнее предшественников и поэтому в порядке модернизации были установлены на ВЛ60 до №101. 
Для электровозов ВЛ80 был разработан главный контроллер ЭКГ-8, имеющий 34 контактора, из них 30 без дугогашения и 4 с дугогашением. В этом он был похож на главный контроллер ЭКГ-60, где большая часть контакторов (20 из 28) также не имела дугогашения. В порядке эксперимента контроллеры ЭКГ-8 были установлены на ВЛ60 №897 и №898, проходивших испытания на участке Ожерелье—Павелец. С электровоза ВЛ60 №1435 (1964 г.) начала серийно применяться модификация этого контроллера — ЭКГ-8А, а с электровоза ВЛ60 №2000 (1965 г.) — ЭКГ-8В. На отдельных ВЛ60 (№922, 923, 925 и др.) в порядке эксперимента применили контроллер ЭКГ-9. С 1965 года при модернизации ранних электровозов ВЛ60 на них устанавливали контроллер ЭКГ-8А вместо ЭКГ-60/20.
На электровозах ВЛ60П с №1841 (1965 г.) на главном контроллере установили конденсаторы для защиты от подгара контактов, а с №1851 была изменена разверка кулачкового вала (для улучшения управления на промежуточных позициях) и применена электромагнитная защёлка на валу электродвигателя контроллера. На электровозах с кремниевыми выпрямителями ВЛ60К №001 и 002 (1962 г.) применили главный контроллер типа ЭКГ-8, на ВЛ60К до №2321 — ЭКГ-8В (как и на поздних ВЛ60), а с ВЛ60К №2321 (1966 г) — ЭКГ-8Д. С ВЛ60К №2327 применили систему обогрева редуктора главного контроллера. При модернизации электровозов ВЛ60 на них устанавливали главные контроллеры типов ЭКГ-8Д и ЭКГ-8Ж.

#### Питание вспомогательных цепей переменного тока
Вспомогательные потребители электровоза (вспомогательные машины, электропечи отопления и другие) питаются однофазным переменным напряжением 380 В и 220 В от отдельной вторичной обмотки тягового трансформатора — вспомогательной (она же обмотка собственных нужд). Напряжение на вспомогательной обмотке нормально появляется после подачи высокого напряжения на первичную обмотку трансформатора путём подъёма токоприёмника и включения ГВ. Вспомогательная обмотка имеет три вывода. Напряжение между выводами x и a6 — 210 В, это напряжение используется для питания обмотки напряжения счётчика электроэнергии. Напряжение между выводами x и a5 — 399 В, это напряжение используется для питания остальных вспомогательных цепей. От вспомогательной обмотки переменное напряжение 399 В напрямую поступает:
- к высоковольтной катушке электропневматического вентиля защиты 104, блокирующего двери ВВК при поднятом токоприёмнике;
- в цепи отключающей катушки главного выключателя (см. раздел Главный выключатель);
- на первичную обмотку трансформатора 87 питания цепей реле земли тяговых двигателей[17].

Кроме того, напряжение 399 В от вспомогательной обмотки через контакты рубильника питания вспомогательных цепей 111 поступает:
- к киловольтметрам «Напряжение контактной сети» в кабинах машиниста, при этом вольтметры показывают напряжение сети;
- на первичную обмотку трансформатора 112 питания указателей позиций главного контроллера. Указатели начинают работать;
- в цепи трёхфазных асинхронных электродвигателей вспомогательных машин — двух фазорасщепителей, двух мотор-компрессоров, четырёх (шести) мотор-вентиляторов и мотор-насоса;
- в цепи электропечей отопления кабин машиниста;
- в цепи нагревателей обогрева кранов продувки пневмосистемы и в цепь нагревателя обогрева умывальника
- к катушке реле земли вспомогательных цепей 123[17].

#### Общая защита электрооборудования от аварийных режимов

##### Главный выключатель
Основным аппаратом защиты цепей тяговых электродвигателей (ТЭД) и вспомогательных цепей является главный выключатель (ГВ), позволяющий отключать тяговый трансформатор электровоза от токоприёмников. Обозначение выключателя в схеме электровоза — 4. На первых электровозах ВЛ60 устанавливали главные выключатели типа ВОВ-20 и ВОВ-25Л1, с ВЛ60 № 012 — выключатели типа ВОВ-25, с ВЛ60 № 551 — типа ВОВ-25У с усовершенствованной токовой защитой, с ВЛ60 № 1435 — выключатель типа ВОВ-25-4 (ВОВ-25-4М), имеющий меньшие габаритные размеры, заземляющий нож и ряд других особенностей. Конструкции этих выключателей разработаны Всесоюзным электротехническим институтом им. В. И. Ленина.
Главный выключатель установлен на крыше электровоза. Он имеет две пары контактов, последовательно включённых между токоприемниками и первичной обмоткой тягового трансформатора. Первая пара контактов нормально замкнута, находится в закрытой камере и имеет систему дугогашения. Вторая пара контактов представляет собой открытый разъединитель-заземлитель поворотного типа. В выключенном положении он соединяет первичную обмотку тягового трансформатора с землёй, во включённом — с токоприемниками, через первую пару контактов главного выключателя. Наличие контактов с дугогашением позволяет контактам разъединителя-заземлителя переключаться без тока. При включении выключателя размыкаются контакты с дугогашением, затем замыкаются контакты разъединителя, а после их замыкания снова замыкаются контакты с дугогашением. При выключении выключателя размыкаются контакты с дугогашением, разрывая цепь под током, затем размыкаются контакты разъединителя, после чего замыкаются контакты с дугогашением. Для снижения перенапяржений контакты с дугогашением зашунтированы нелинейным резистором.
Выключатель включается только по команде машиниста, а выключается либо по команде машиниста, либо автоматически при возникновении аварийного режима. Переключение контактов выполняется электропневматическим приводом, которым управляют три катушки (электромагнита): удерживающая, включающая и отключающая. Этими катушками управляют с помощью кнопок «Выключение ГВ» и «Включение ГВ и возврат реле», установленных в кабине машиниста на пульте машиниста. Перед включением ГВ необходимо поднять токоприёмники, создать давление воздуха в пневмосистеме ГВ не ниже 6 атм и включить кнопку «Выключение ГВ», при этом напряжение 50 В поступит на удерживающую катушку выключателя. Для включения ГВ необходимо нажать кнопку «Включение ГВ и возврат реле». Напряжение 50 В поступит на включающую катушку ГВ и выключатель включится; после его включения включающая катушка автоматически обесточится даже при нажатой кнопке «Включение ГВ и возврат реле». Одновременно с ГВ включаются дифференциальные реле выпрямительных установок. Для выключения ГВ выключают кнопку «Выключение ГВ», при этом удерживающая катушка выключателя обесточивается и он выключается. Выключить ГВ можно и главной рукояткой контроллера машиниста, для этого её достаточно кратковременно перевести в положение «БВ». При этом цепь удерживающей катушки ГВ разорвётся и выключатель выключится.

## Модификации

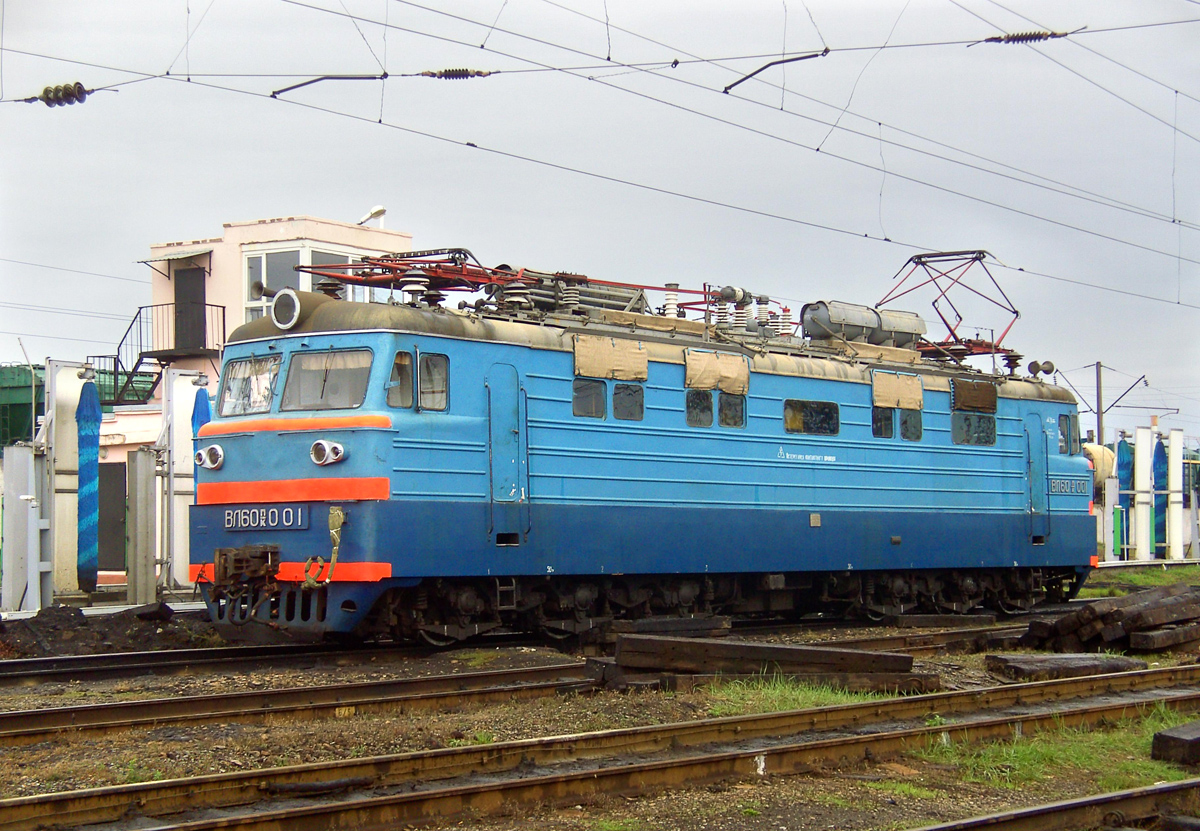
ВЛ60^{П}_{К}-001 в 2009 году

### ВЛ60П-001
В конце 1961 года Новочеркасский электровозостроительный завод выпустил электровоз Н6ОП-001 (позже переименован в ВЛ60П-001), предназначенный для пассажирской службы.
На этом электровозе установлены тяговые электродвигатели НБ-415, изменена зубчатая передача (передаточное отношение), установлен электропневматический тормоз. Остальное электрооборудование такое же, как на серийных электровозах выпуска 1961 г. При напряжении на зажимах 1450 В ТЭД НБ-415 имеет следующие параметры: мощность часового режима — 690 кВт, продолжительного — 595 кВт.
При часовом режиме сила тяги равна 19000 кг и скорость 73,3 км/ч, при длительном режиме соответственно — 16900 кг и 75,4 км/ч. Скорость электровоза, соответствующая максимальной по якорю — 130 км/ч (однако при работе максимальная скорость была ограничена 100 км/ч для более надёжной работы двигателей).
Снижение веса тягового электродвигателя на 1,2 т по сравнению с тяговыми электродвигателями электровоза ВЛ60, применение алюминия вместо меди, а также облегчение отдельных конструкций позволили уменьшить вес электровоза со 138 до 129 т.
Электровоз ВЛ60П-001 обслуживал пассажирские поезда на Северо-Кавказской железной дороге.

### ВЛ60П
С целью повышения скорости движения пассажирских поездов, которые из-за отсутствия специальных пассажирских электровозов переменного тока обслуживались грузовыми электровозами, в период 1962 — 1965 гг. часть электровозов серии ВЛ60 выпускалась с передаточным отношением зубчатых колес 30:82=1:2,733 и электропневматическими тормозами. Электровозы получили обозначение ВЛ60П (пассажирские).
Электровозы ВЛ60П выпускались с тяговыми электродвигателями НБ-412К. Скорость часового режима электровозов этой серии равнялась 73,3 км/ч, продолжительного — 77,1 км/ч. Максимальная скорость была установлена равной 110 км/ч.
Всего был выпущен 301 электровоз этой серии.

### ВЛ60Р

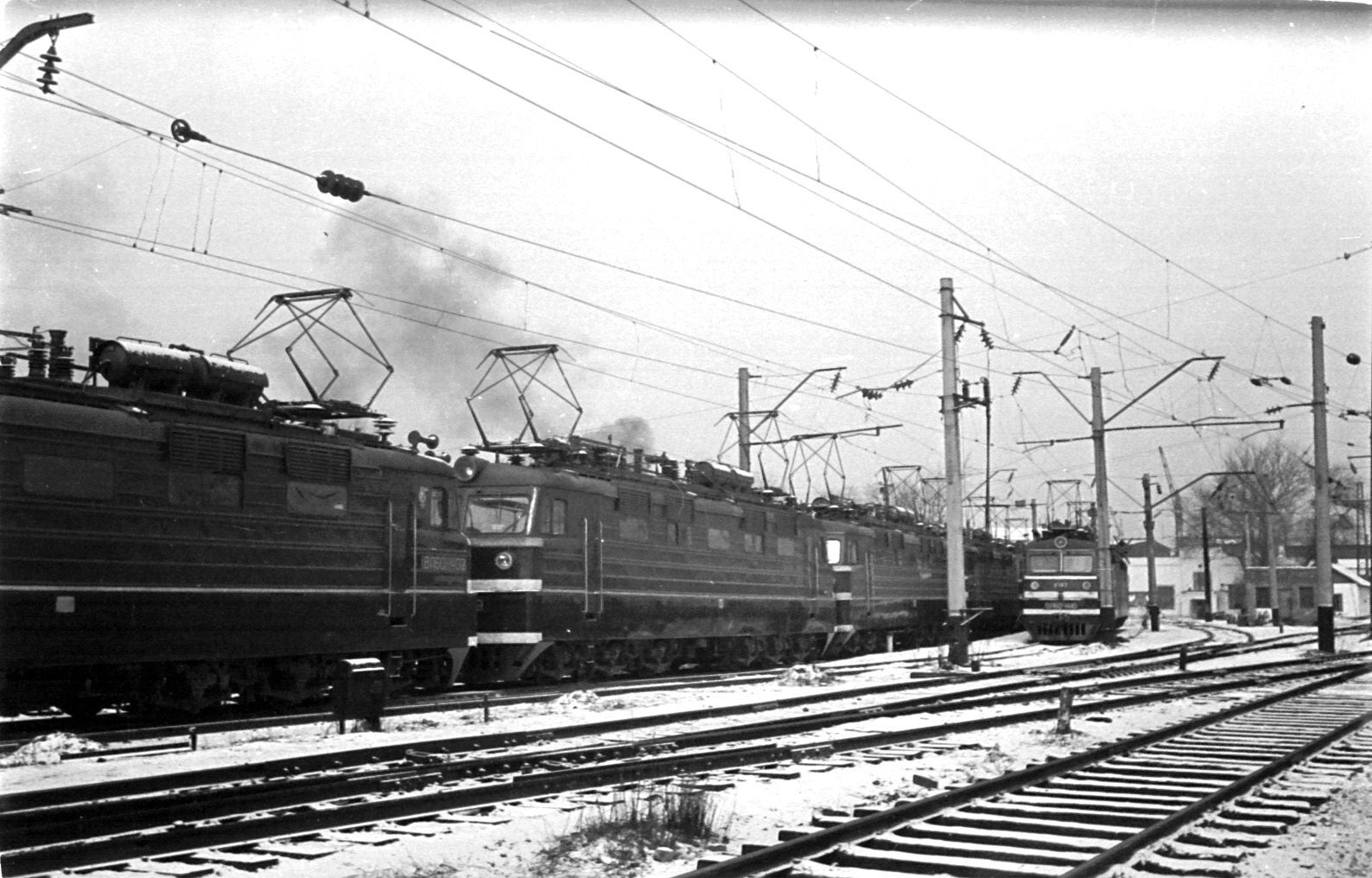
ВЛ60^{К} и ВЛ60^{Р}, локомотивное депо станции Уссурийск, 1977 год.

В 1962 году были выпущены два опытных электровоза серии ВЛ60 с рекуперативным торможением и с игнитронными выпрямителями. После успешных испытаний в 1964-1966 гг. была выпущена серия подобных электровозов с рекуперацией в количестве 85 локомотивов. Серия получила обозначение ВЛ60Р, электровозы работали на Северо-Кавказской, Восточно-Сибирской и Дальневосточной железных дорогах на участках с горным профилем пути. Во второй половине 1980-х гг. Все электровозы ВЛ60Р были заменены на ВЛ80Р и переоборудованы в ВЛ60К.

### ВЛ60К
После постройки опытных электровозов ВЛ62 с кремниевыми выпрямителями Новочеркасский электровозостроительный завод в конце 1962 года выпустил два электровоза ВЛ60К (буква К указывает на кремний как материал выпрямителя).

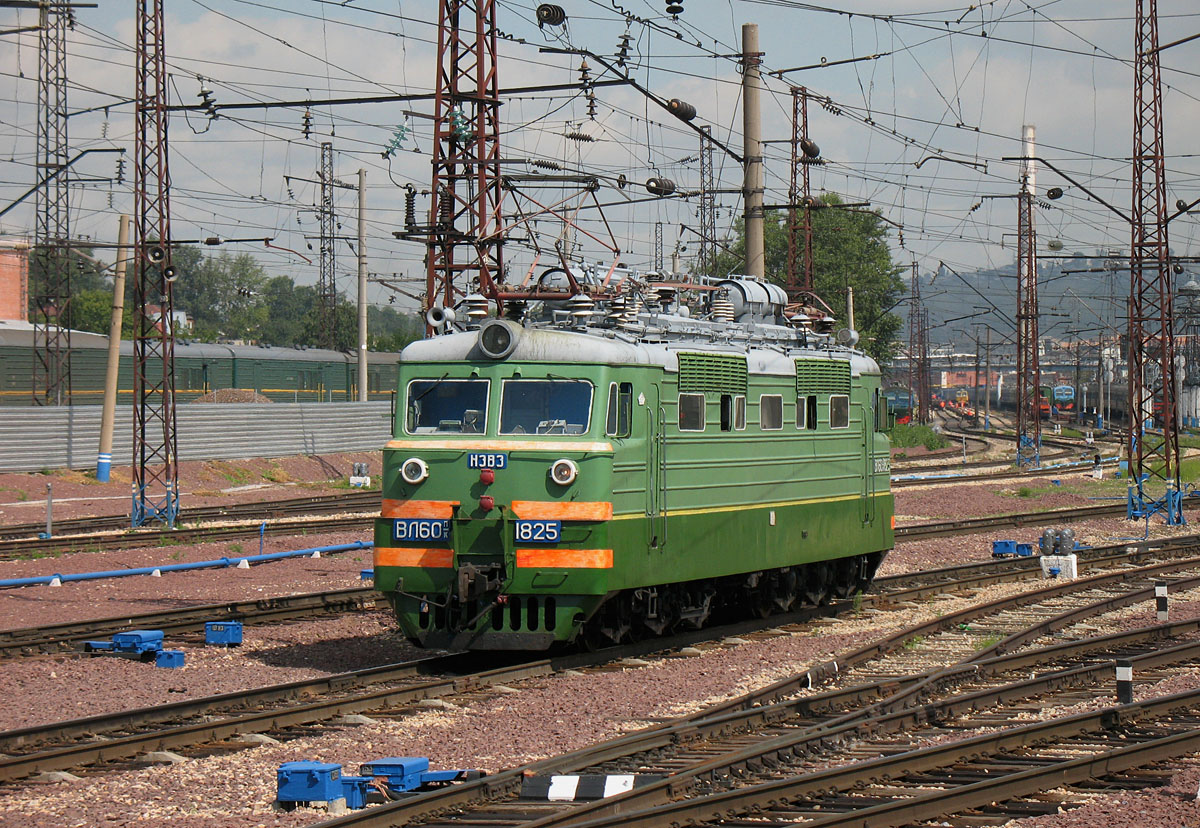
ВЛ60п^{К}−1825, станция Красноярск

Электровоз ВЛ60К−002 прошел испытания на экспериментальном кольце ЭлНИИ. Электровоз ВЛ60К−001 после выхода с завода сразу же поступил для эксплуатации на Северо-Кавказскую железную дорогу.
В 1963 году НЭВЗ выпустил ещё несколько электровозов ВЛ60К с тяговыми электродвигателями НБ-412М, а во второй половине 1965 года завод вместо электровозов ВЛ60 начал выпускать электровозы ВЛ60К с кремниевыми выпрямителями и тяговыми электродвигателями НБ-412К. По своим тяговым характеристикам эти электровозы незначительно отличаются от электровозов ВЛ60 с тяговыми электродвигателями НБ-412К и имеют одинаковые с ними номинальные значения силы тяги и скорости при часовом и длительном режимах.
Всего был выпущен 501 электровоз серии ВЛ60К. Такое же наименование получили и все ранее выпущенные ВЛ60, переоборудованные с игнитронных выпрямительных установок на полупроводниковые (кремниевые).

### ВЛ60ПК(ВЛ60КП)

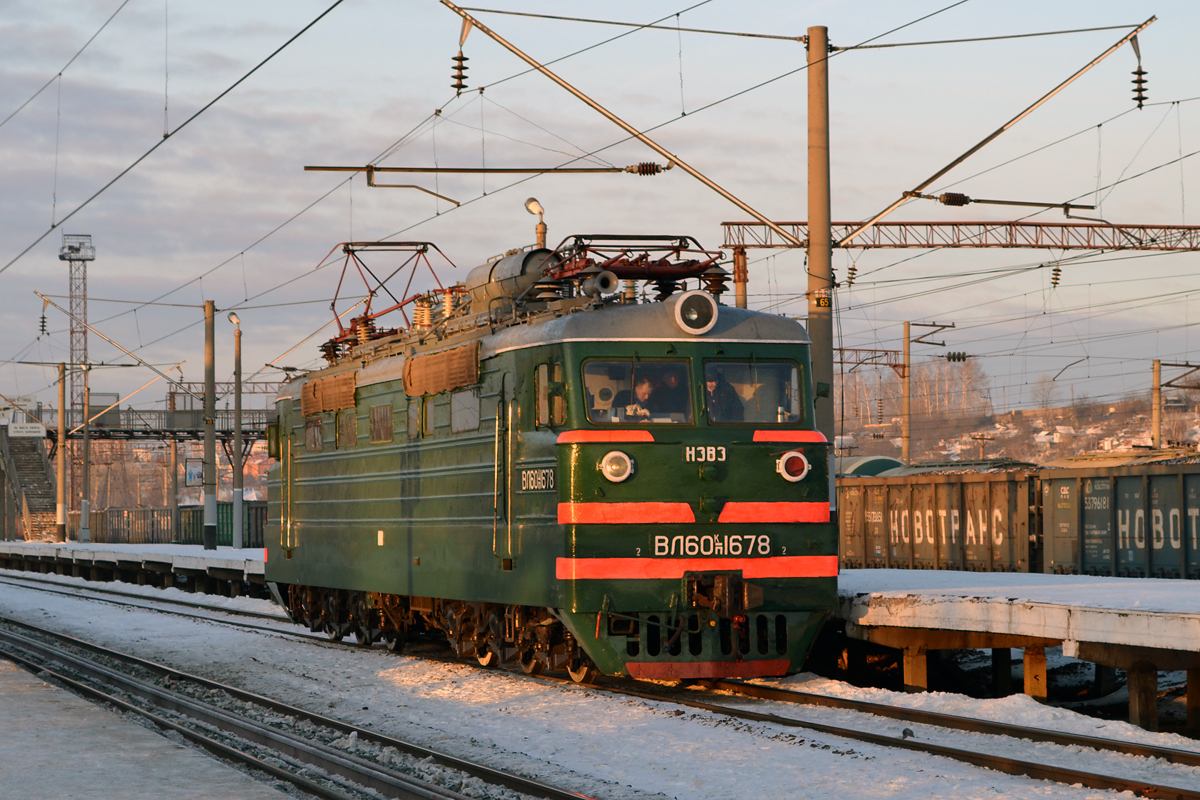
ВЛ60^{П}_{К}-1678 на станции Зелёный Дол

Электровозы ВЛ60К, в которых игнитронные выпрямители были заменены на кремниевые, а также ВЛ60П, переоборудованные в пассажирские.
Сейчас электровозы этой серии остались в эксплуатации только на Одесской и Узбекской железных дорогах. 
В Казахстане электровозы ВЛ60 стали выводить из эксплуатации в начале 00-х. 1 мая 2009 электровозы были полностью отстранены от пассажирского движения. На сегодняшний день часть электровозов используют в качестве рельсосмазывателей.
Судьба ВЛ60ПК-1010: изначально электровоз поступил в депо Кавказская Северо-Кавказской железной дороги, в 1976 году был передан в депо Знаменка Одесской железной дороги, с 17 мая 2011 года находится на балансе Киевского государственного экономико-технического университета транспорта как учебное пособие.

### ВЛ60КУ
11 электровозов были переоборудованы из ВЛ60К с введением плавного регулирования напряжения на выводах тяговых электродвигателей и одновременно бестоковой коммутации при этом регулировании. Индекс «У» обозначает «управляемый».

### ВЛ60КР
В течение 1971 — 1973 гг. был сделан проект переоборудования электровоза ВЛ60К для работы с рекуперативным торможением. Опытный электровоз получил обозначение ВЛ60КР−2370 и в августе 1974 года поступил для испытаний на экспериментальном кольце ЦНИИ МПС.

### ВЛ120^{БАМ}

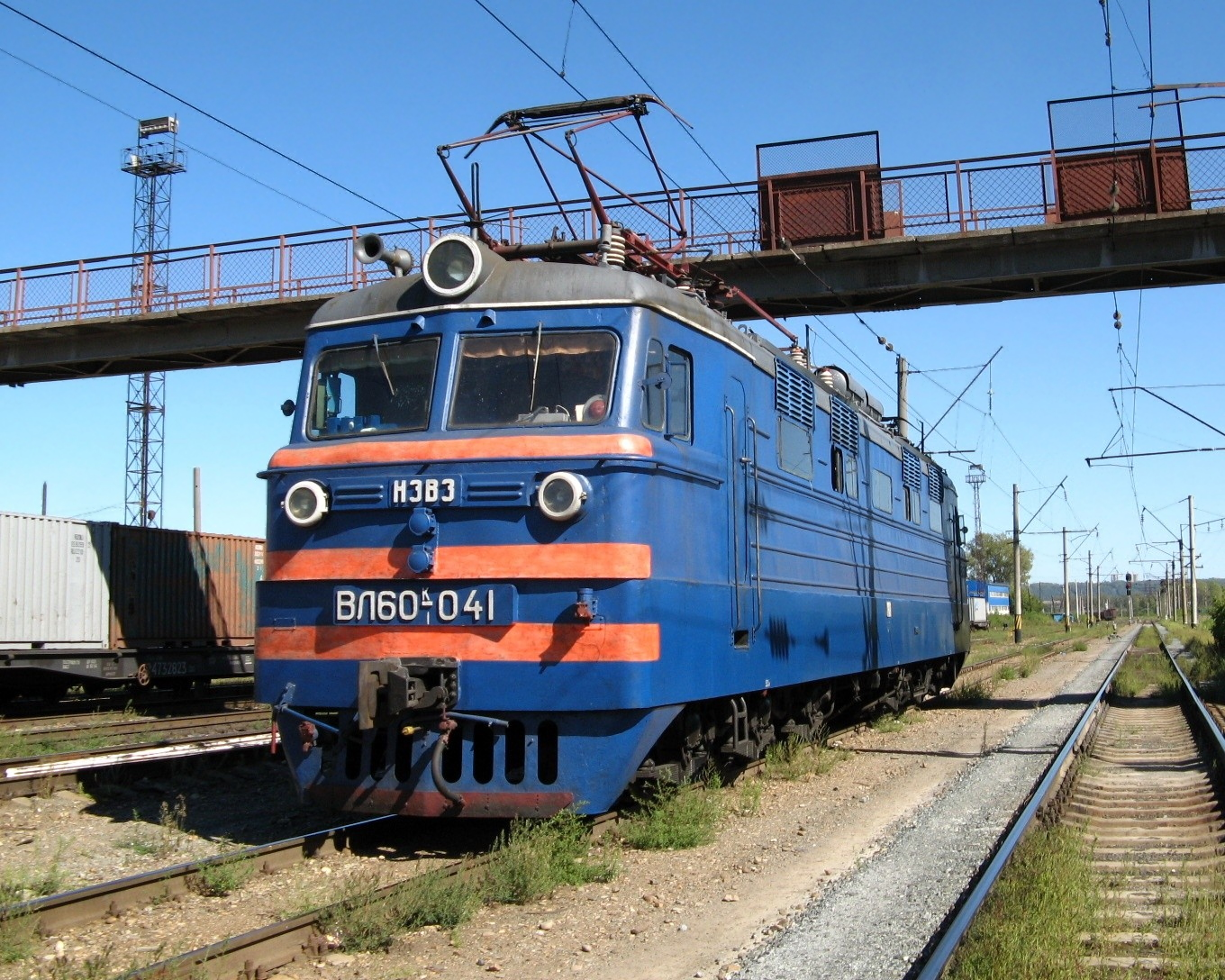
ВЛ60^{К}-041 на станции Костариха

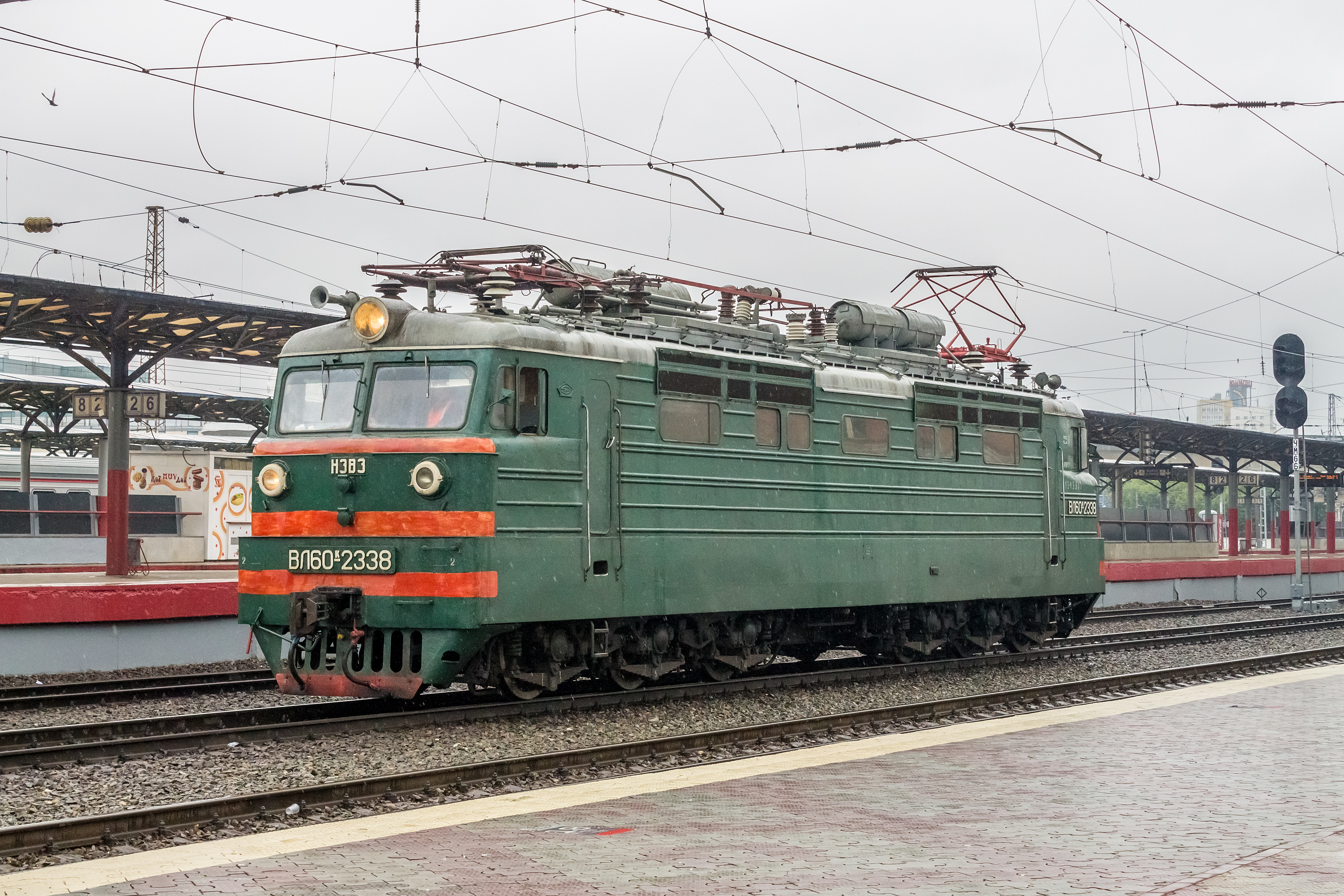
ВЛ60^{К}-2338 на станции Нижний Новгород-Московский

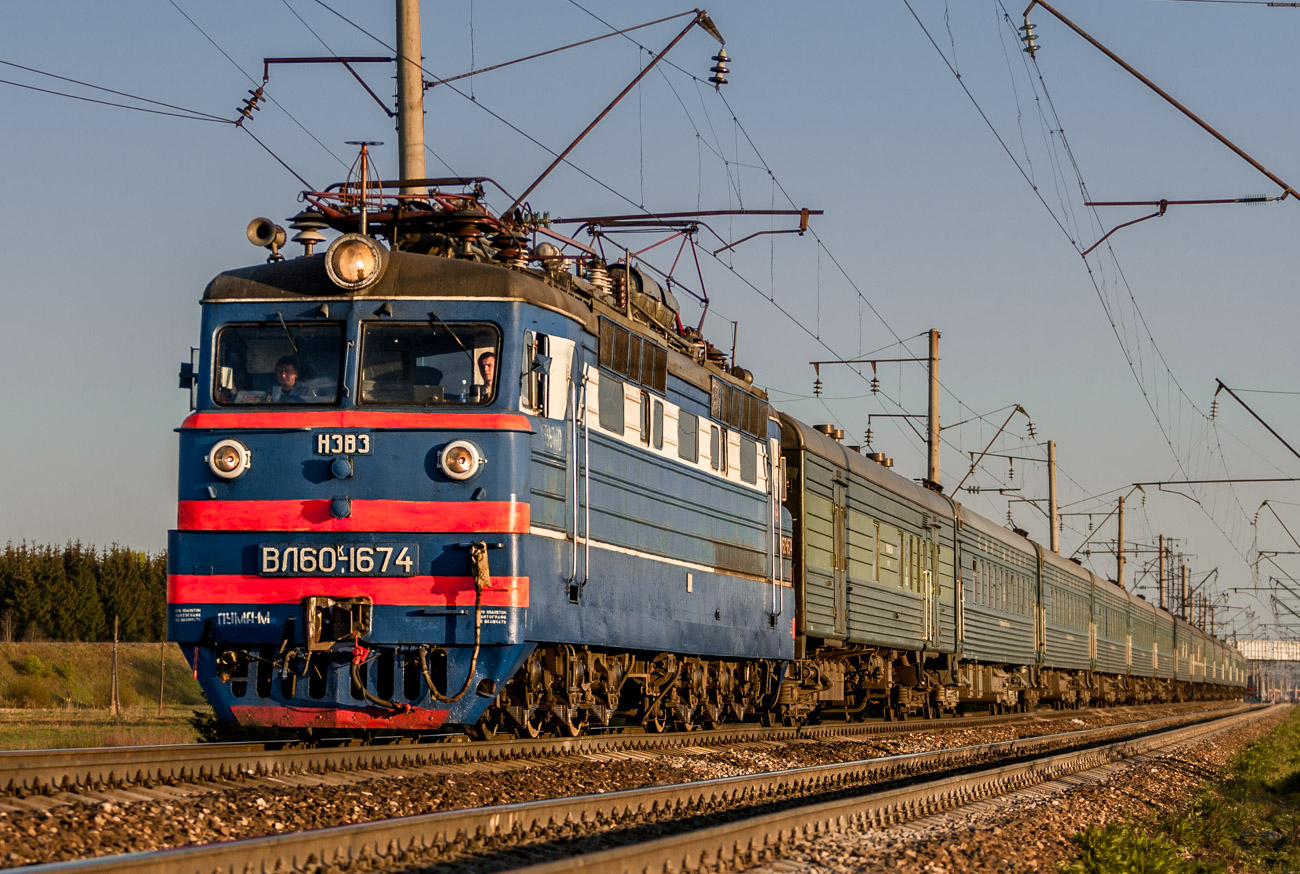
ВЛ60^{К}-1674 на станции Данилов

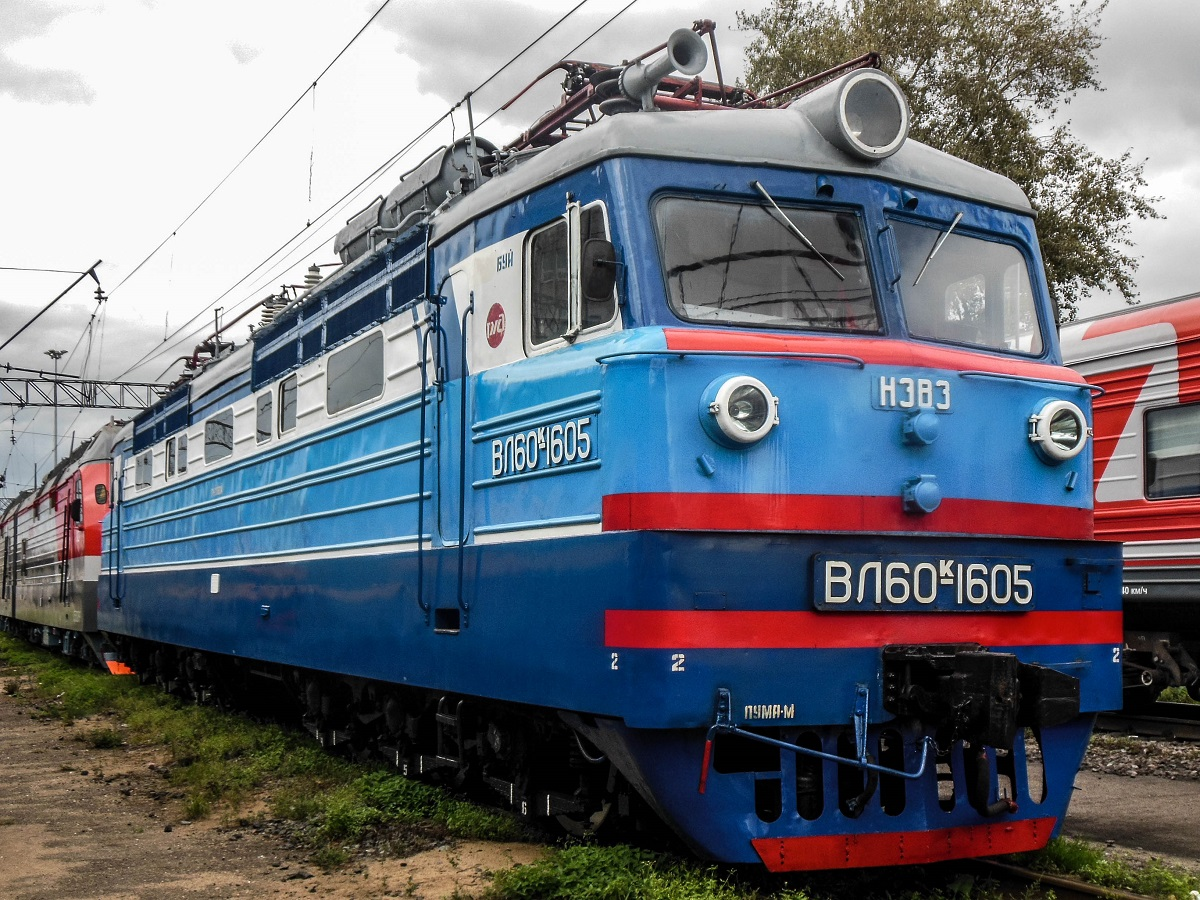
ВЛ60^{К}-1605 в депо Москва-Курская

### ВЛ120БАМ
ВЛ120БАМ — двухсекционный двенадцатиосный электровоз созданный Новочеркасским электровозостроительным заводом на базе двух ВЛ60К (серия 2ВЛ60К) в СССР. Расшифровка ВЛ120БАМ: Владимир Ленин, 12-осный, однофазный, для БАМа. С завода поступил в депо ТЧЭ-9 Вихоревка (г.Вихоревка, Братский район, Иркутская область) Восточно-Сибирской железной дороги, где в дальнейшем обслуживался и дорабатывался под руководством начальника депо Шамраева. При непосредственном участии специалиста Купреева Леонида Евгеньевича, который применял наработанные знания в области электротехники, были установлены токовые шины рассчитанные на силу до 1000 А. Электровоз с последовательно-независимым возбуждением ТЭД был выведен в режим повышенной мощности. В электродвигателе напряжение на обмотке возбуждения снижается почти до минимальных значений, при которых мощность возрастает многократно, до наступления так называемого «разноса». Преимущество ВЛ120БАМ перед ВЛ60 и иными модификациями, было в перемещении большей массы подвижного состава за счет возросшей мощности и тяги, однако управлялся электровоз все так же одной бригадой. Выпущен в единственном экземпляре, в массовое производство запущен не был. На момент использования данного электровоза пути были преимущественно одноколейными, а перегоны не удовлетворяли требованиям более длинного подвижного состава и как следствие пользы от данного электровоза не было. Уже в будущем распространение получили двухколейные железные дороги. Эксплуатировался на БАМ.

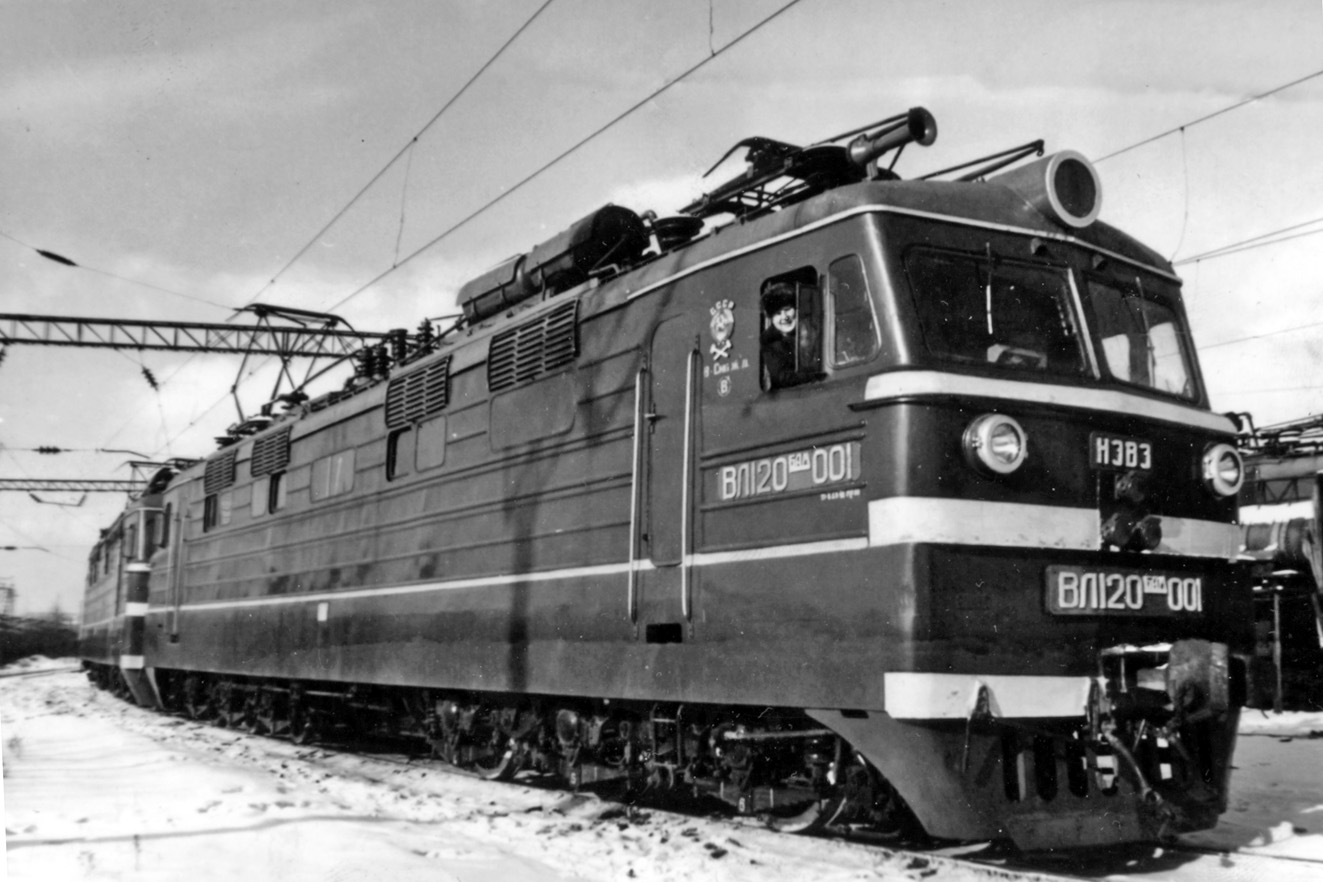
ВЛ120^{БАМ}-001 в депо Вихоревка Восточно-Сибирской ж. д.

## Ремонтные заводы
- Новосибирский электровозоремонтный завод
- Улан-Удэнский локомотивовагоноремонтный завод
- Ростовский электровозоремонтный завод
- Львовский локомотиворемонтный завод

## Происшествия
12 января 2009 года электровоз ВЛ60К-2255 при следовании с пригородным поездом №6333 Свеча - Галич был разбит в крушении на станции Якшанга в результате столкновения с ним хвостовой части укатившегося с перегона грузового состава №2111, ведомого электровозом ВЛ80С-2016/2058, пострадали 17 человек, 3 госпитализированы с лёгкими травмами.

## Судьба первенцев
Н6О-001 изготовлен в марте 1957 года, с завода поступил в депо Ожерелье-Сортировочное (ТЧЭ-33) Московской железной дороги, на 2025 год данных о местонахождении и состоянии нет.